# Ständige Beobachter des Heiligen Stuhls bei den Vereinten Nationen in Genf
Der Ständige Beobachter des Heiligen Stuhls bei den Vereinten Nationen in Genf ist der Repräsentant des Heiligen Stuhls beim Büro der Vereinten Nationen in Genf, Schweiz. Ein weiterer ständiger Beobachter ist bei den Vereinten Nationen in New York ansässig.
Der Ständige Beobachter hat den diplomatischen Rang eines Apostolischen Nuntius und ist ein Titularerzbischof.
Das Amt wurde 1967 eingerichtet. Die ersten beiden Amtsinhaber waren lediglich im Rang eines Priesters. Ab Jean Rupp waren es dann Titularerzbischöfe.

## Ständige Beobachter
- Henri de Rietmatten (1967–1971)
- Silvio Luoni (1971 – 5. Mai 1978)
- Jean Rupp (1978[1] – 1980)
- Edoardo Rovida (7. März 1981 – 26. Januar 1985)[2]
- Justo Mullor García (3. März 1985 – 30. November 1991)
- Paul Fouad Tabet (1991–1995)
- Giuseppe Bertello (1995 – 27. Dezember 2000)
- Diarmuid Martin (17. Januar 2001 – 3. Mai 2003)
- Silvano Maria Tomasi CS (10. Juni 2003 – 2016)[3]
- Ivan Jurkovič (13. Februar 2016 – 5. Juni 2021)[4]
- Fortunatus Nwachukwu (17. Dezember 2021 – 15. März 2023)
- Ettore Balestrero (seit 21. Juni 2023)